# Wien Hauptbahnhof

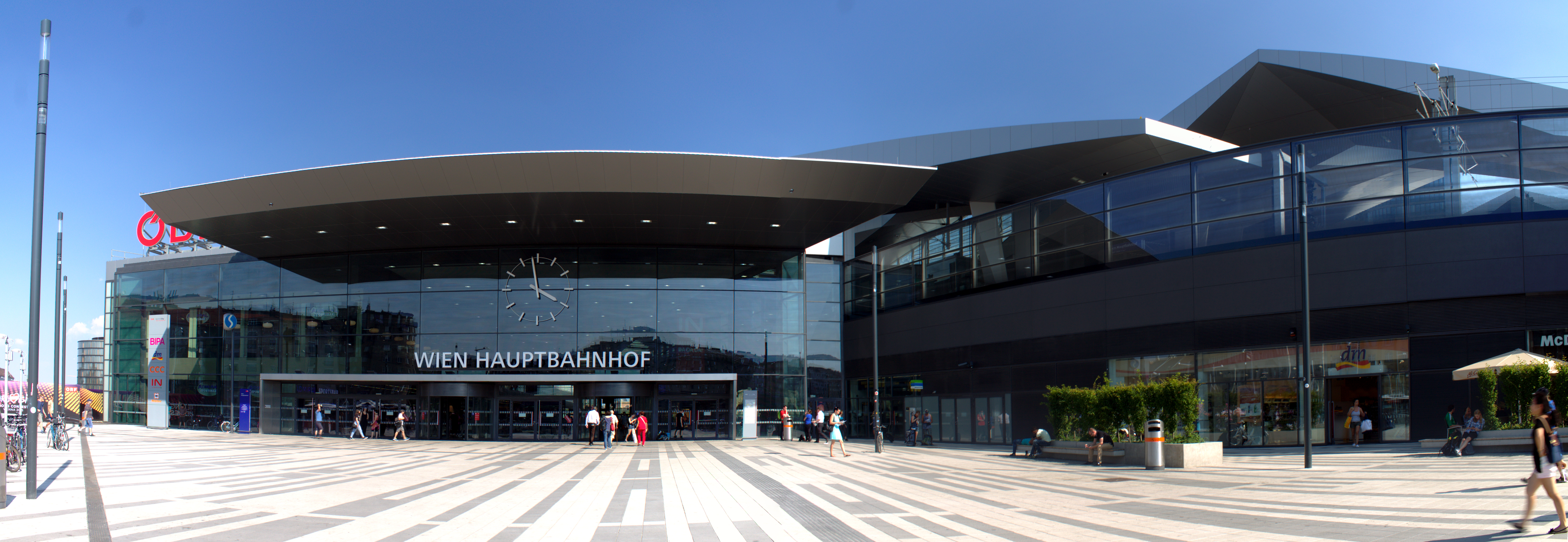
Vedere dinspre Südtiroler Platz

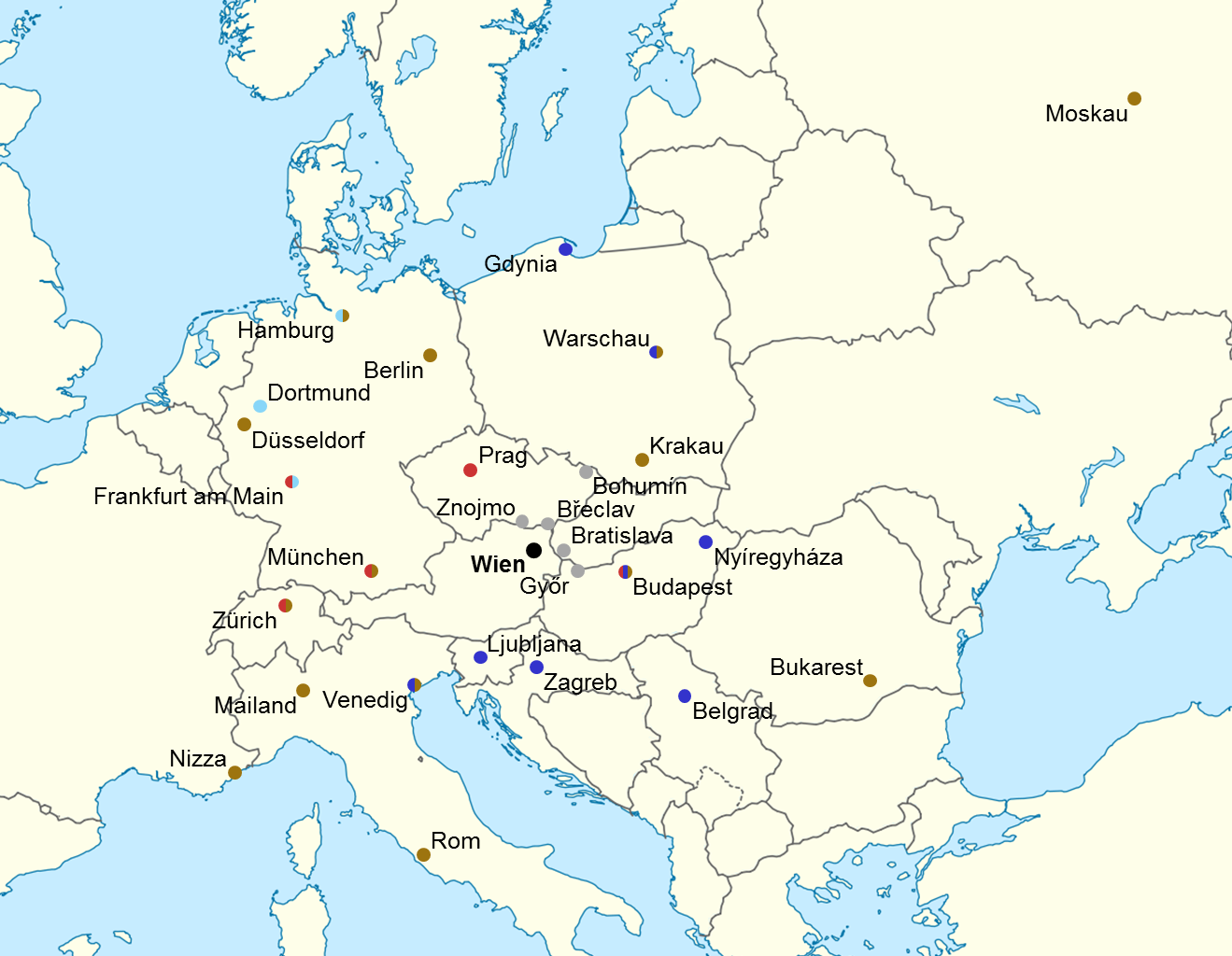
Harta stațiilor terminus ale trenurilor care pleacă din gara centrală, din Viena (Wien Hauptbahnhof)

Wien Hauptbahnhof este gara centrală din Viena. Clădirea a fost dată în folosință în mai multe etape, între anii 2012-2015. Zilnic 145.000 de pasageri frecventează această gară. Pe zi opresc aici 1.100 de trenuri. Este cea mai frecventată gară de lung parcurs din Austria.
Din 14 decembrie 2014 toate trenurile de lung parcurs ale ÖBB din și în direcțiile nord, est și sud opresc aici. De la această dată, întregul trafic ÖBB de lungă distanță este dirijat de gara centrală; Gara de Vest a devenit o gară regională-ÖBB importantă pentru transportul local în și din partea de vest a Austria Inferioară. Realizarea gării Wien Hauptbahnhof ca gară de tranzit este parte a proiectului magistralei europene.

## Trenuri internaționale directe
- Railjet Viena - München Hauptbahnhof
- ICE Viena - Frankfurt Hauptbahnhof
- Euronight Viena - Berlin Hauptbahnhof
- Railjet Viena - Praga
- Railjet Viena - Budapest Keleti
- REX Viena - Bratislava-Petrzalka
- EuroCity Viena - Zagreb
- Eurocity Viena - Belgrad
- Euronight Viena - București Nord
- Nightjet Viena - Venezia Santa Lucia
- Euronight Viena - Roma Termini